# (33221) Raqueljacobson
(33221) Raqueljacobson est un astéroïde de la ceinture principale.

## Description
(33221) Raqueljacobson est un astéroïde de la ceinture principale. Il fut découvert le 31 mars 1998 à Socorro (Nouveau-Mexique) par le projet LINEAR. Il présente une orbite caractérisée par un demi-grand axe de 2,20 UA, une excentricité de 0,18 et une inclinaison de 4,9° par rapport à l'écliptique.